# Xeniaria jacobsoni
Xeniaria jacobsoni (лат.) — вид насекомых из отряда кожистокрылых. Он принадлежит к семейству Arixeniidae, группе, состоящей исключительно из эктопаразитических уховерток. Как и большинство других видов Arixeniidae, Xeniaria jacobsoni встречается в тропиках Индонезии и Малайзии. Этот вид был описан в 1912 году Малкольмом Берром как Arixenia jacobsoni. В 1974 году T.C. Maa определил его типовым видом нового рода Xeniaria.
Эти уховертки имеют умеренно уплощенное тело, достигающее у взрослых особей длины от 17 до 21 мм. Длина тела измеренных личинок 1-й стадии составляет 8,5 мм, 2-й стадии 10,5 мм, 3-й стадии 15 мм и 4-й стадии 14-16 мм. Сравнительно короткая голова снабжена очень маленькими глазами, она эллиптической у самцов и почковидной у самок формы, со слегка вогнутым передним краем. Усики взрослых состоят из 14 члеников, третий из которых по длине равен пятому у самцов и длиннее соответствующего членика у самок. У самца верхнечелюстные щупики с четвертым сегментом намного короче пятого, а губные щупики длиннее и тоньше, чем у Xeniaria bicornis. Передняя часть груди на всех стадиях развития закруглена сзади. Ширина средостения у взрослых составляет от 3,7 до 4 мм. Десятый тергит брюшка у взрослых особей и личинок 3-4-го возрастов имеет задний край с парой широко-закругленных отростков над основаниями брюшных придатков. Взрослые самцы имеют поперечно-прямоугольный метапигидий с прямым или почти прямым задним краем, пигидий в центре заднего края удлинен. Личинки 1-й и 2-й стадий имеют 4-6 крепких щетинок у основания на нижней стороне пигидия, а личинки 3-й и 4-й стадий имеют вершину пигидия, явно загнутую вверх. Для мужских репродуктивных органов характерны наиболее базальные из эндофаллических склеритов, цельные и очень слабоизогнутые.
Представители рода являются симбионтами летучих мышей, главным образом голокожа (Cheiromeles torquatus), изредка Mops plicatus. Они встречаются только в пещерах и других укрытиях, где днюют эти летучие мыши, и на их телах. Эти уховертки проводят большую часть своего времени на гуано, лежащем на стенах и потолках убежищ летучих мышей, питаясь членистоногими, питающимися гуано. Вероятно, они проникают на тела хозяев, чтобы питаться их выделениями, хотя самого питания никогда не наблюдалось.
Эти насекомые обитают на Малайском полуострове и Яве в юго-восточной части Индомалайской зоны. Популяция Малайского полуострова встречается совместно с Arixenia esau. Представители яванской популяции на всех стадиях развития значительно мельче, чем представители малайской популяции.